# Teoria supersimètrica de la dinàmica estocàstica
La teoria supersimètrica de la dinàmica estocàstica o estocàstica (STS) és una teoria exacta d'equacions diferencials estocàstiques (parcials) (SDE), la classe de models matemàtics amb la més àmplia aplicabilitat que cobreix, en particular, tots els sistemes dinàmics de temps continu, amb i sense soroll. La principal utilitat de la teoria des del punt de vista físic és una explicació teòrica rigorosa de l'omnipresent comportament dinàmic espontani de llarg abast que es manifesta a través de disciplines mitjançant fenòmens com 1/f, parpelleig i sorolls crepitants i les estadístiques de la llei de potència., o llei de Zipf, de processos instantònics com terratrèmols i neuroallaus. Des del punt de vista matemàtic, STS és interessant perquè uneix les dues parts principals de la física matemàtica: la teoria de sistemes dinàmics i les teories de camps topològics. A més d'aquestes i disciplines relacionades com ara la topologia algebraica i les teories de camps supersimètriques, STS també està connectat amb la teoria tradicional d'equacions diferencials estocàstiques i la teoria dels operadors pseudo-hermitians.
La teoria va començar amb l'aplicació del procediment de fixació de calibre BRST als SDE de Langevin, que més tard es va adaptar a la mecànica clàssica i la seva generalització estocàstica, superior. ordenar les SDE de Langevin, i, més recentment, a les SDE de forma arbitrària, que va permetre vincular el formalisme BRST al concepte d'operadors de transferència i reconèixer la ruptura espontània de la supersimetria BRST com una generalització estocàstica del caos dinàmic.
La idea principal de la teoria és estudiar, en lloc de trajectòries, l'evolució temporal de les formes diferencials definida per SDE. Aquesta evolució té un BRST intrínsec o supersimetria topològica que representa la preservació de la topologia i/o el concepte de proximitat en l'espai de fases per dinàmica de temps contínua. La teoria identifica un model com a caòtic, en el sentit generalitzat i estocàstic, si el seu estat fonamental no és supersimètric, és a dir, si la supersimetria es trenca espontàniament. En conseqüència, el comportament emergent a llarg abast que sempre acompanya el caos dinàmic i els seus derivats, com ara la turbulència i la criticitat autoorganitzada, es pot entendre com a conseqüència del teorema de Goldstone.

## Història i relació amb altres teories
La primera relació entre supersimetria i dinàmica estocàstica es va establir en dos articles el 1979 i el 1982 per Giorgio Parisi i Nicolas Sourlas, que van demostrar que l'aplicació del procediment de fixació de calibre BRST als SDE de Langevin, és a dir, als SDE amb espais de fase lineal, camps vectorials de flux de gradient i sorolls additius, donen lloc a N = 2 supersimètrics models. L'objectiu original del seu treball era la reducció dimensional, és a dir, una cancel·lació específica de les divergències en els diagrames de Feynman proposada uns anys abans per Amnon Aharony, Yoseph Imry i Shang-keng Ma. Des d'aleshores, s'ha establert una relació entre la supersimetria sorgida dels SDE de Langevin i uns quants conceptes físics incloent els teoremes de dissipació de fluctuacions, igualtat de Jarzynski, Principi d'Onsager de reversibilitat microscòpica, solucions de Fokker-Planck equacions, autoorganització, etc.
Es va utilitzar un enfocament similar per establir que la mecànica clàssica, la seva generalització estocàstica, i els SDE de Langevin d'ordre superior també tenen representacions supersimètriques. Els sistemes dinàmics reals, però, mai són purament Langevin o mecànics clàssics. A més, els SDE de Langevin físicament significatius mai trenquen la supersimetria de manera espontània. Per tant, per a la identificació de la ruptura espontània de la supersimetria com a caos dinàmic, es necessita la generalització de l'enfocament Parisi-Sourlas a les SDE de forma general. Aquesta generalització només podria arribar després d'una formulació rigorosa de la teoria dels operadors pseudo-hermitians perquè l'operador d'evolució estocàstica és pseudo-hermitià en el cas general. Aquesta generalització va demostrar que tots els SDE posseeixen N=1 BRST o supersimetria topològica (TS) i aquesta troballa completa la història de la relació entre supersimetria i SDE.
Paral·lelament a l'enfocament del procediment BRST als SDE, els matemàtics que treballaven en la teoria de sistemes dinàmics van introduir i estudiar el concepte d'operador de transferència generalitzat definit per a sistemes dinàmics aleatoris. Aquest concepte subjau a l'objecte més important de la STS, l'operador d'evolució estocàstica, i li proporciona un significat matemàtic sòlid.
STS té una estreta relació amb la topologia algebraica i el seu sector topològic pertany a la classe de models coneguts com a teoria de camps topològica o cohomològica de tipus Witten. Com a teoria supersimètrica, l'enfocament del procediment BRST als SDE es pot veure com una de les realitzacions del concepte de mapa de Nicolai.

## Aplicacions
La teoria supersimètrica de la dinàmica estocàstica pot ser interessant de diferents maneres. Per exemple, STS ofereix una realització prometedora del concepte de supersimetria. En general, hi ha dos grans problemes en el context de la supersimetria. El primer és establir connexions entre aquesta entitat matemàtica i el món real. Dins de STS, la supersimetria és la simetria més comuna a la natura perquè és rellevant per a tots els sistemes dinàmics de temps continu. La segona és la ruptura espontània de la supersimetria. Aquest problema és especialment important per a la física de partícules perquè la supersimetria de les partícules elementals, si existeix a escala extremadament curta, s'ha de trencar espontàniament a gran escala. Aquest problema no és trivial perquè les supersimetries són difícils de trencar espontàniament, el mateix motiu de la introducció de la ruptura de supersimetria suau o explícita. Dins de la STS, la ruptura espontània de la supersimetria és de fet un fenomen dinàmic no trivial que s'ha conegut de diferents disciplines com a caos, turbulència, criticitat autoorganitzada, etc.
Algunes aplicacions més específiques de STS són les següents.

### Classificació de la dinàmica estocàstica

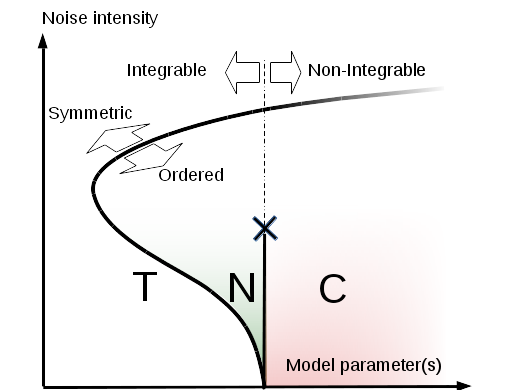
Els sistemes dinàmics estocàstics es poden classificar segons si TS es trenca espontàniament o no (ordenat/simètric) i si el camp vectorial de flux és integrable o no integrable (de vegades caòtic). La fase simètrica es pot identificar com a equilibri tèrmic (T). La fase ordenada no integrable es pot anomenar caos (C) perquè acull el caos determinista convencional. La fase integrable ordenada es pot anomenar caos induït pel soroll (N) perquè la ruptura de TS implica anti-instantons que desapareixen en el límit determinista. La fase N també es coneix a la literatura com a criticitat autoorganitzada.

STS proporciona una classificació per als models estocàstics en funció de si TS està trencat i la integrabilitat del camp vectorial de flux. Es pot exemplificar com a part del diagrama de fase general a la vora del caos (vegeu la figura de la dreta). El diagrama de fases té les següents propietats:
- amb l'augment de la intensitat del soroll.
- La fase simètrica es pot anomenar equilibri tèrmic o fase T perquè l'estat fonamental és l'estat supersimètric de la distribució de probabilitat total en estat estacionari.
- En el límit determinista, la fase ordenada és equivalent a la dinàmica caòtica determinista amb flux no integrable.
- La fase ordenada no integrable es pot anomenar caos o fase C perquè hi pertany el caos determinista ordinari.
- La fase integrable ordenada es pot anomenar caos induït pel soroll o fase N perquè desapareix en el límit determinista. TS es trenca per la condensació de (anti-)instantons (vegeu més avall).
- A sorolls més forts, el límit NC nítid s'ha d'encreuar perquè els (anti-)instantons perden la seva individualitat i és difícil per a un observador extern distingir un procés de túnel d'un altre.